# Janis Kouros
Janis Kouros (Γιάννης Κούρος, * 13. února 1956, Tripolis, Řecko) je řecký ultramaratonec, básník a písničkář, žijící od roku 1990 v australském Melbourne.
V roce 1982 vytvořil osobní rekord v maratonu 2 hodiny 25 minut, pak se specializoval na extrémně dlouhé trati. V roce 1984 vyhrál šestidenní závod v New Yorku, když urazil 1022,8 km, čímž překonal rekord platný od roku 1888.
Je čtyřnásobným vítězem Spartathlonu (1983, 1984, 1986 a 1990). Po 39 let byl držitelem traťového rekordu časem 20 hodin 25 minut (jak vzpomíná, ve Spartě tehdy očekávali první závodníky okolo desáté hodiny dopoledne; Kouros dorazil už v pět a musel rozhodčí vzbudit, aby zaznamenali jeho výkon). Teprve v roce 2023 jeho výkon z roku 1984 překonal jiný řecký závodník, Fotis Zisimopoulos, který rekord srazil pod 20 hodin. 
Kouros pětkrát vyhrál 875 km dlouhý závod Sydney–Melbourne (1985, 1987, 1988, 1989, 1990). V roce 1988 se stal mistrem světa v závodě na tisíc mil. V roce 2002 vyhrál 197 km dlouhý závod Békéscsaba–Arad–Békéscsaba. Je držitelem světového rekordu ve 24hodinovém běhu (303,5 km) a v běhu na 1000 km (5 dní 16 hodin 17 minut).
Vydal sbírku poezie a autobiografickou knihu Šestidenní závod století.